# Elbląg (gemeente)
De gemeente Elbląg is een landgemeente in het Poolse woiwodschap Ermland-Mazurië, in powiat Elbląski.
De gemeente telt 24 administratieve plaatsen (solectwo) : Adamowo, Cieplice, Czechowo, Dłużyna, Drużno, Gronowo Górne, Janowo, Kazimierzewo, Kępa Rybacka, Kępiny Wielkie, Komorowo Żuławskie, Myślęcin, Nowakowo, Nowina, Nowe Batorowo, Nowotki, Pilona, Przezmark, Raczki Elbląskie, Sierpin, Tropy Elbląskie, Weklice, Węzina, Władysławowo
De zetel van de gemeente is in Elbląg.
Op 30 juni 2004 telde de gemeente 6501 inwoners.

## Oppervlakte gegevens
In 2002 bedroeg de totale oppervlakte van gemeente Elbląg 192,06 km², waarvan:
- agrarisch gebied: 65%
- bossen: 9%

De gemeente beslaat 13,43% van de totale oppervlakte van de powiat.

## Demografie
Stand op 30 juni 2004:
| Omschrijving                   | Totaal | Totaal | Vrouwen | Vrouwen | Mannen | Mannen |
| ------------------------------ | ------ | ------ | ------- | ------- | ------ | ------ |
| eenheid                        | aantal | %      | aantal  | %       | aantal | %      |
| inwoners                       | 6501   | 100    | 3203    | 49,3    | 3298   | 50,7   |
| bevolkingsdichtheid (inw./km²) | 33,8   | 33,8   | 16,7    | 16,7    | 17,2   | 17,2   |

In 2002 bedroeg het gemiddelde inkomen per inwoner 1524,3 zł.

### Overige plaatsen
Adamowo-Osiedle, Batorowo, Bielnik Drugi, Bielnik Pierwszy, Gronowo Górne-Osiedle, Helenowo, Janów, Lisów, Nowa Pilona, Nowy Dwór, Przezmark-Osiedle.

### Zonder de statussołectwo
Bogaczewo, Chlewki, Dolna Kępa, Druzieńska Karczma, Jagodno, Józefowo, Karczowizna, Klepa, Krzyż, Nowakowo Trzecie, Pasieki, Rybaki, Ujście, Zaścianek.

## Aangrenzende gemeenten
Elbląg, Gronowo Elbląskie, Markusy, Milejewo, Nowy Dwór Gdański, Pasłęk, Rychliki, Tolkmicko